# Fahlenbach
Fahlenbach ist ein Gemeindeteil der Gemeinde Rohrbach im oberbayerischen Landkreis Pfaffenhofen an der Ilm.

## Geografische Lage
Das Kirchdorf Fahlenbach liegt im tertiären Hügelland der Hallertau am Westufer der Ilm in der Aue und auf dem unteren Hang des Flusstals. Der Ort wurde früher Feilenbach geschrieben und grenzt im Nordwesten an ein Feilenforst genanntes Waldgebiet, das nach dem alten Dorfnamen benannt wurde.

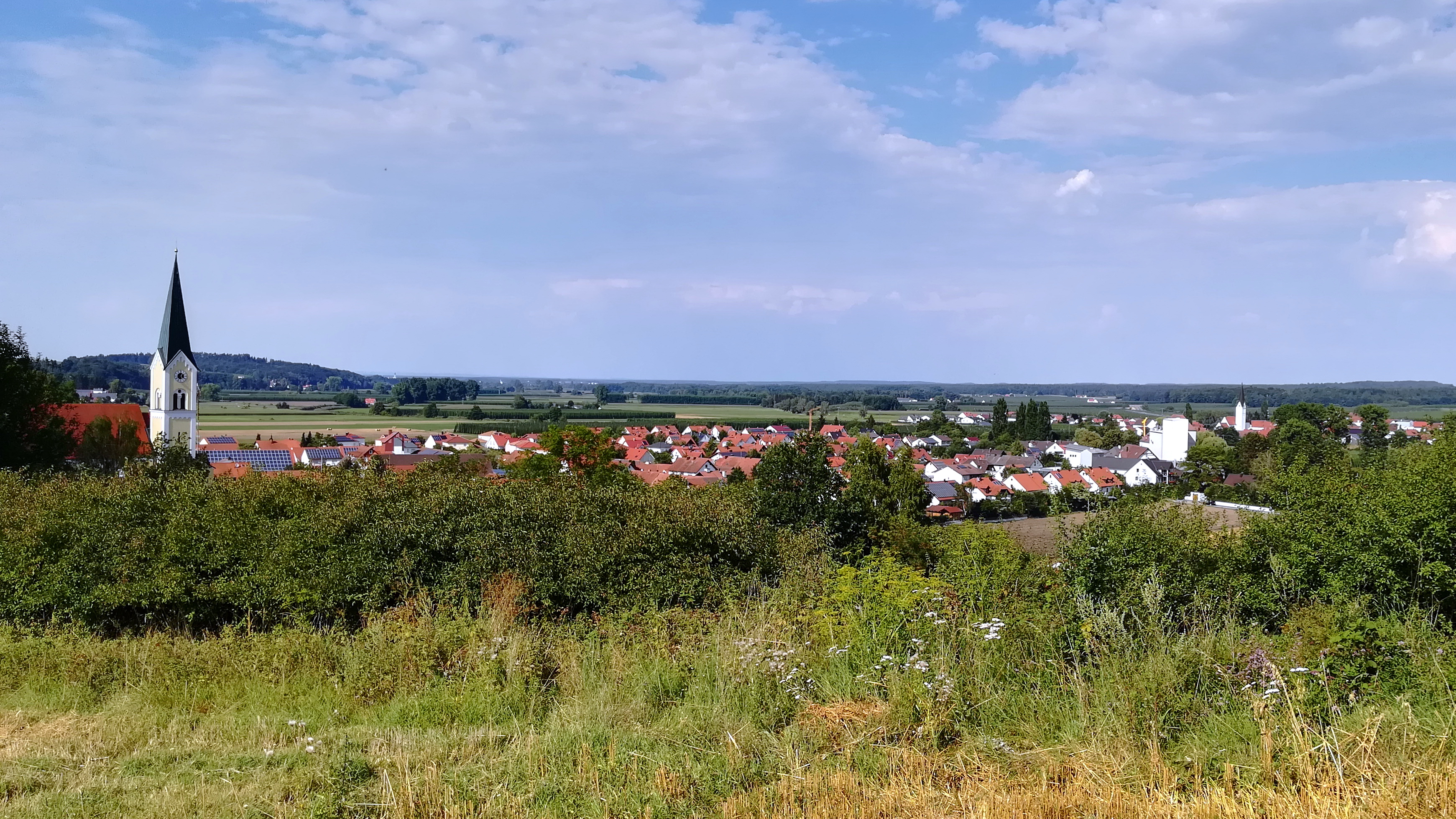
Ortsansicht von Süden

## Geschichte

### Mittelalter
Im 11. Jahrhundert gehörte „Vaeulenpach“ zur Grafschaft Hörzhausen, die unter der Herrschaft der Grafen von Sempt und Ebersberg war. Als diese 1037 das Kloster Geisenfeld gründeten, stifteten sie neben dem Feilenforst auch einige Höfe „Vaeulenpach cum nemore“ als Erstausstattung. Ebenfalls 1037 brachte ein Walperich von Fahlenbach eine Reliquie des heiligen Castulus nach St. Kastl unweit von Fahlenbach. Sankt Kastulus war der Hausheilige der Grafen von Moosburg, so dass die Herren von Fahlenbach im frühen Hochmittelalter offenbar mit gleich zwei mächtigen Geschlechtern Bayerns verbunden waren.
Da Fahlenbach wie auch der Feilenforst zur Erstausstattung des Bistums Bamberg gehörten, lässt sich mehr auf seine Vorgeschichte schließen. Das Bistum Bamberg wurde nämlich in erster Linie mit ehemaligem Königsgut ausgestattet, was auch die Bezeichnung „Forst“ für den Feilenforst nahelegt – im Unterschied zum „Wald“, was im Mittelalter mit „Urwald“ gleichzusetzen war – diente ein solcher dem König zur Jagd. Er war außerdem ein der Rodung vorbehaltener Bannwald.
Die Pfarrkirche, St. Martin geweiht, ist aus der ehemaligen Burgkapelle, einer romanischen Anlage, entstanden.
Bis ins 14. Jahrhundert blieben die Adligen von Fahlenbach eng mit dem Kloster Geisenfeld verbunden. Fahlenbach war eine eigene Hofmark, die nach dem Aussterben des Ortsadels mit der Hofmark auf Schloss Buchersried vereinigt wurde.

### Neuzeit
1818 wurde mit dem zweiten Gemeindeedikt die Ruralgemeinde Fahlenbach (ab 1835: Landgemeinde) begründet, die auch die Orte Buchersried und Fürholzen umfasste. Bei einem Luftangriff auf Eisenbahnwagen bei Fahlenbach am Ende des Zweiten Weltkriegs starben 42 deutsche Soldaten, alle im Alter von 16 Jahren.
1955 wurde der SV Fahlenbach als Fußballverein ins Leben gerufen.
Am 1. Januar 1978 wurde die Gemeinde Fahlenbach mit ihren Ortsteilen Fürholzen und Buchersried nach Rohrbach eingemeindet.

## Feuerwehr Fahlenbach
Am 20. April 1873 wurde die Freiwillige Feuerwehr Fahlenbach gegründet, laut Chronik von „Kleinhäuslern“ und „armen Leuten“, die in Fahlenbach ansässig waren. 1930 wurde eine Motorspritze vom Typ „Flader“ angeschafft, die immer noch im Besitz der Fahlenbacher Feuerwehr ist. Im Jahr 1962 wurde die Feuerwehr mit einem Tragkraftspritzenanhänger (TSA) mit Beladung sowie einer Ziegler Tragkraftspritze (TS 8/8) ausgestattet. Zum 100-jährigen Feuerwehr-Jubiläum wurde ein neues Feuerwehrhaus an der Stelle des bisherigen Gemeindehauses am 1. Juni 1975 eingeweiht. Die TS 8/8 wurde durch ein Fahrzeug ersetzt und die Feuerwehr damit zeitgemäß ausgestattet. 1997 wurde in der Jahreshauptversammlung ein eingetragener Feuerwehrverein ins Leben gerufen. Im Jahr 2000 wurde ein neues Gemeinschaftshaus als Dorfmittelpunkt mit integrierter Feuerwehr eingeweiht, an dem die Feuerwehrleute freiwillig mitgebaut hatten. Im Frühjahr 2006 erhielt die Feuerwehr ein neues TSF-W mit einem Gesamtgewicht von 7,5 t.

## Baudenkmäler

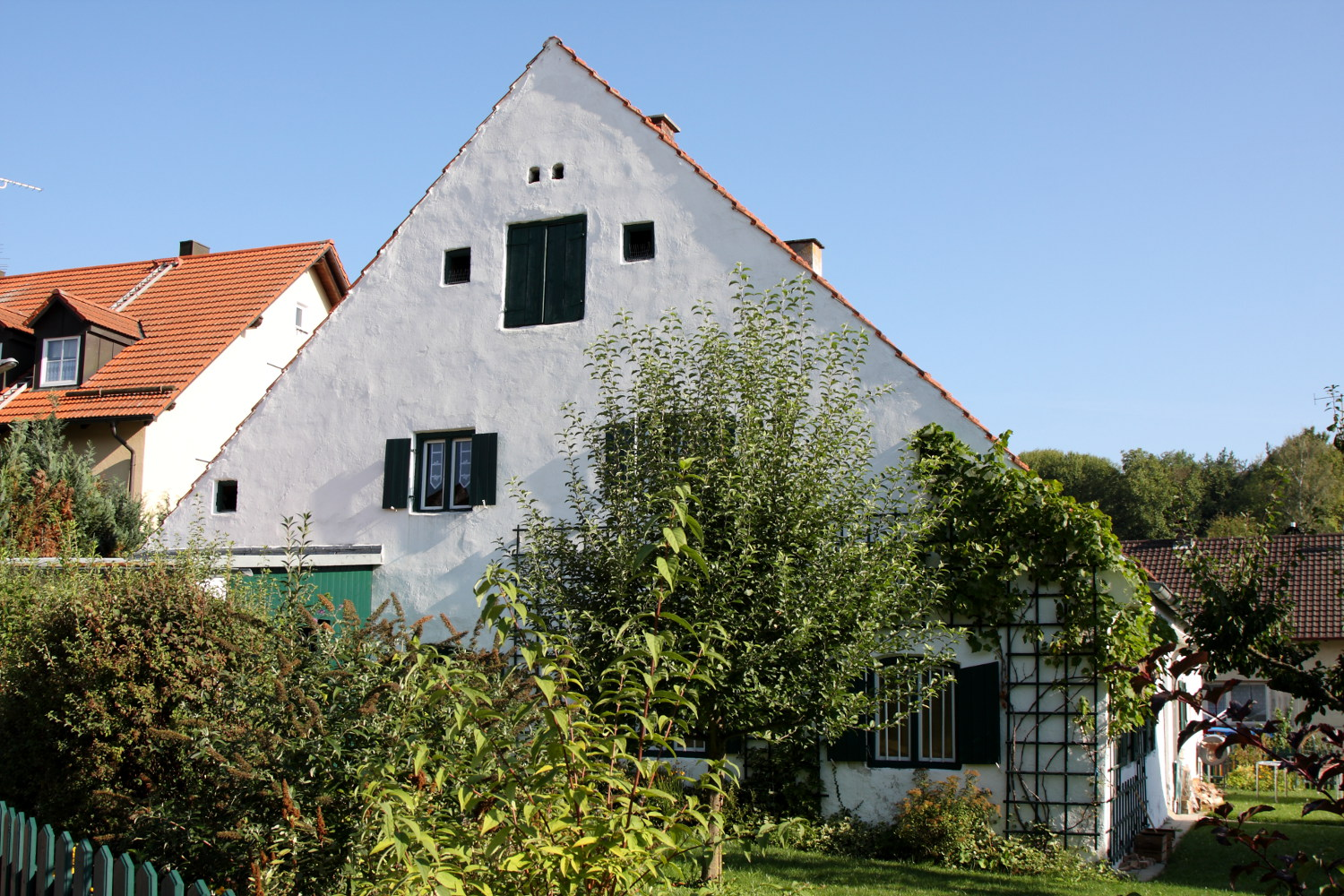
Bauernhaus aus dem 18. Jh. Südansicht
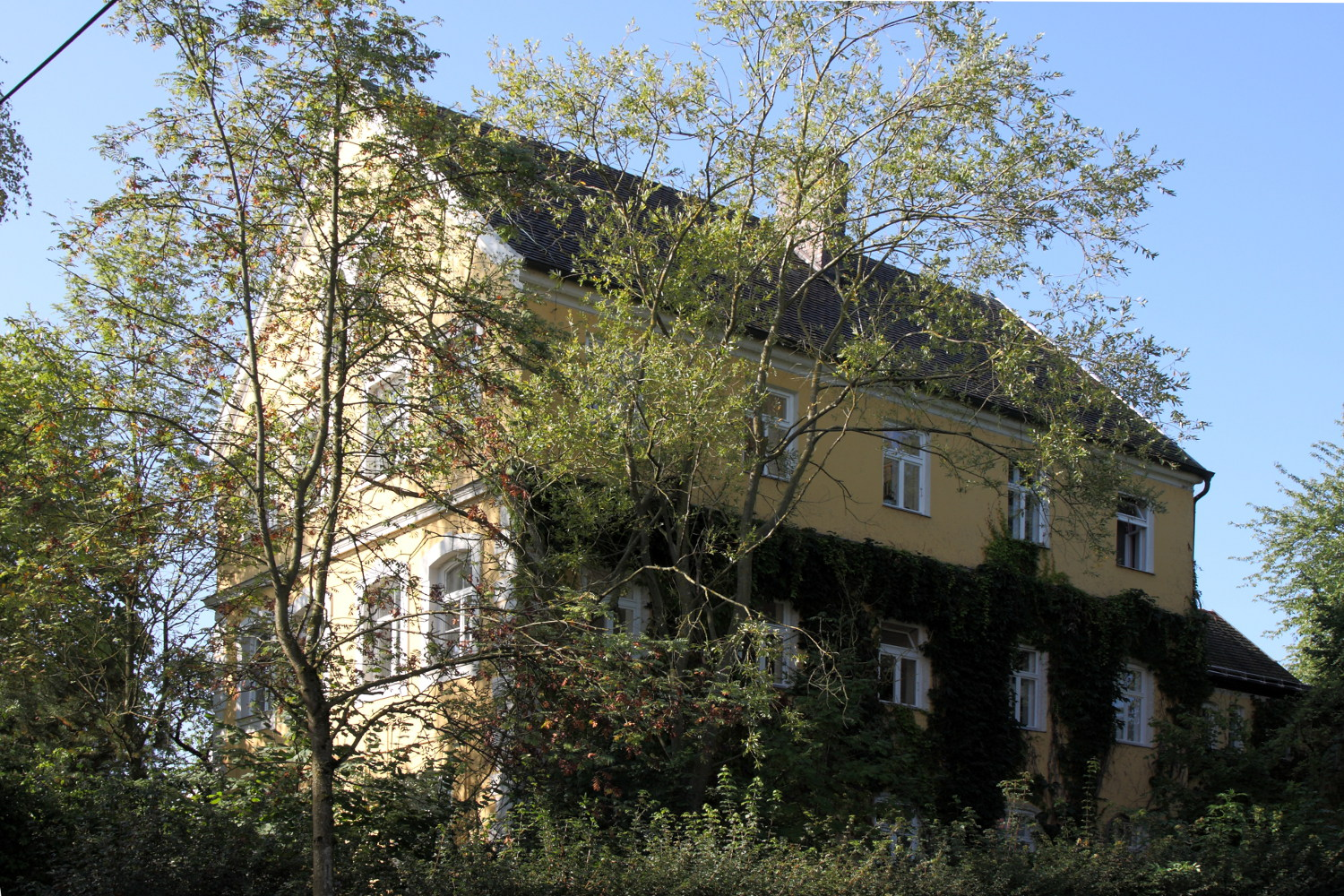
Das alte Schulhaus auf dem Kirchberg
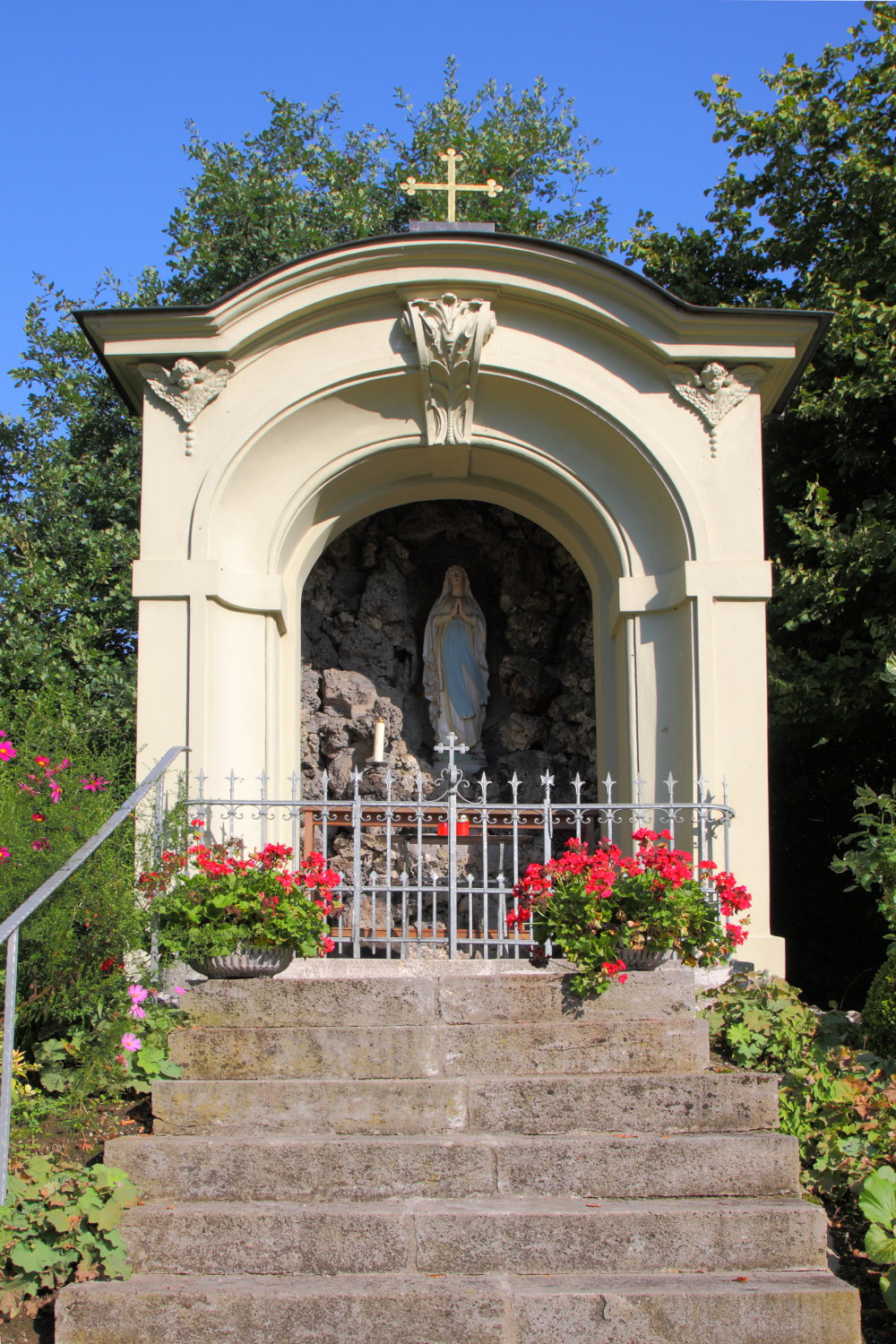
Lourdesgrotte gegenüber der Kirche
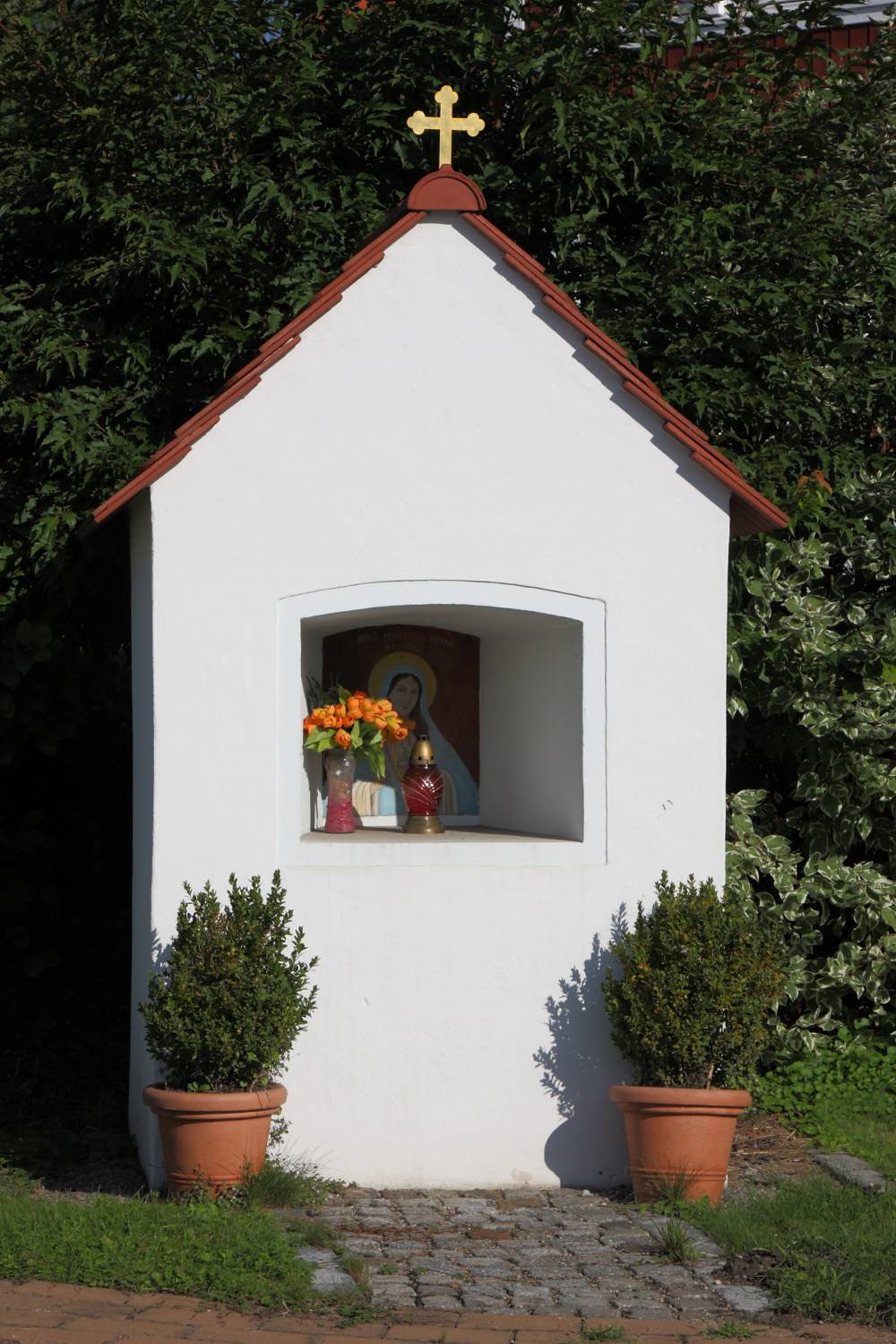
Bildstock am Ortsausgang
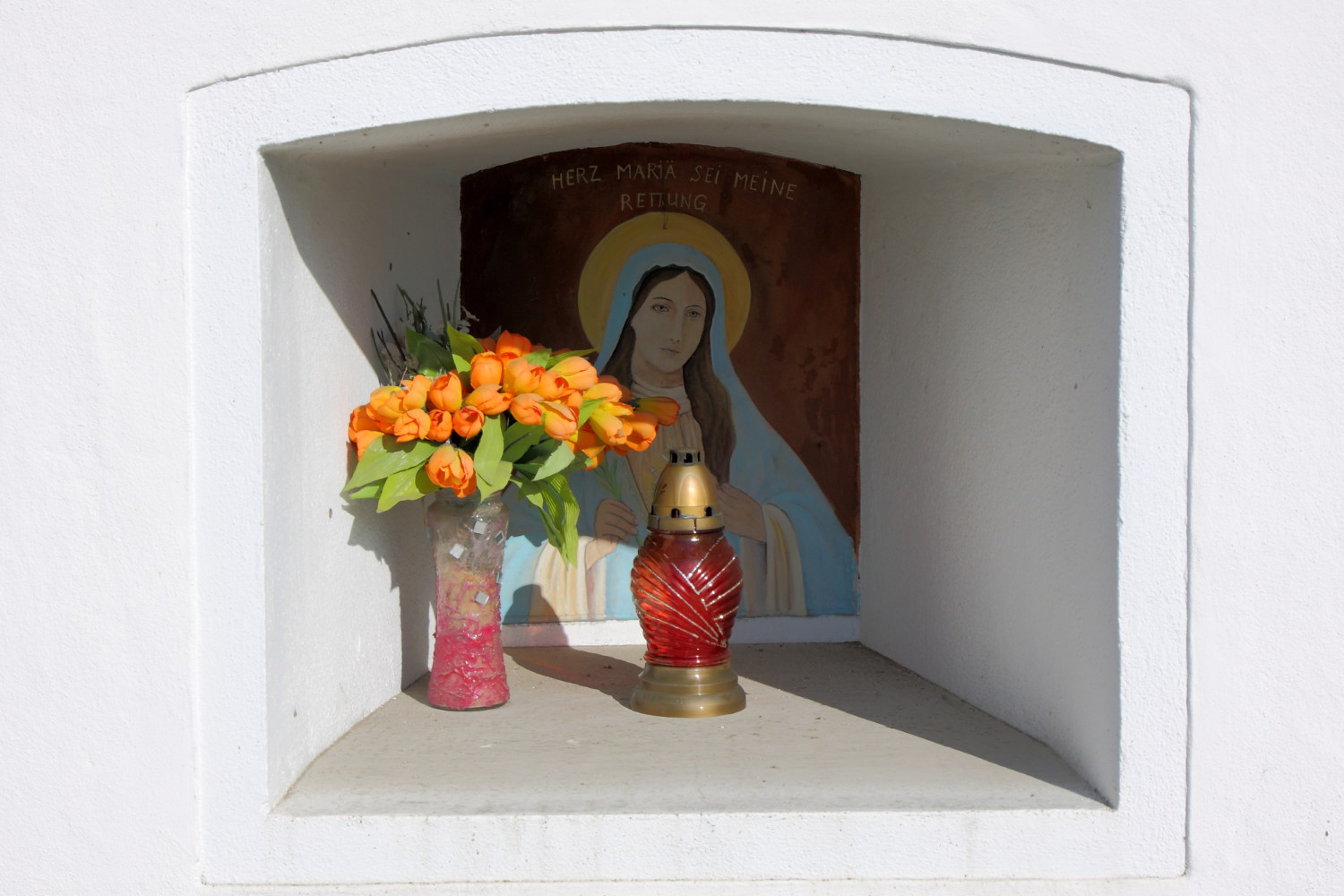
Bildstock im Detail

## Söhne und Töchter des Ortes
- Josef Thalmaier (1934–2022), bayerischer Volksschauspieler